# Axel Wenner-Gren

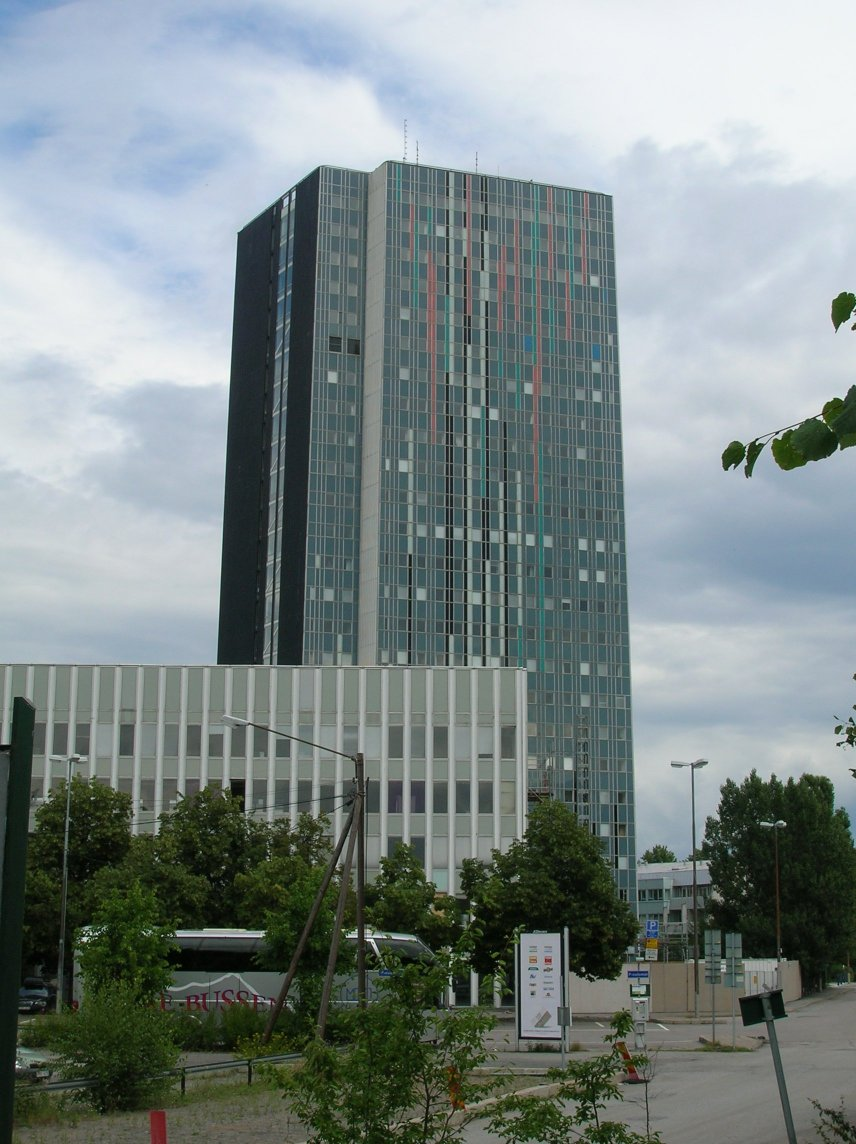
Wenner-Gren Center, en Estocolmo. Edificio terminado en 1961 para habitación de los investigadores y científicos de Electrolux. Hoy alberga la Fundación Wenner-Gren.

Axel Leonard Wenner-Gren (Uddevalla; 5 de junio de 1881-Estocolmo; 24 de noviembre de 1961) fue un empresario sueco y uno de los hombres más ricos del mundo en los años 30 del siglo XX.
La base de la fortuna de Wenner-Gren fue la idea de adaptar la aspiradora industrial al uso doméstico. Poco después de la Primera Guerra Mundial convenció a la compañía sueca Electrolux, para la que trabajaba en la época, asegurando el contrato para la iluminación de la ceremonia de inauguración del Canal de Panamá, de comprar la patente y pagarla con acciones de la compañía. A principios de los 30, Wenner-Gren ya era el dueño de Electrolux, que era líder en tecnología de aspiradores y refrigeradores. Wenner-Gren también diversificó sus intereses adquiriendo diarios, bancos y fábricas de armas, además de adquirir muchas de las propiedades del "rey de los cerillos" Ivar Kreuger.
Wenner-Gren era injustamente considerado como amigo de Hermann Göring, cuya primera esposa era sueca. En realidad, a finales de los 30, Wenner-Gren había creído poder evitar la guerra mundial sirviendo como intermediario entre Göring y los gobiernos estadounidense y británico. Esto le ganó la reputación de pronazi, pero la influencia de Wenner-Gren con el gobierno alemán no era determinante. 
Ante el fracaso en la mediación internacional, Wenner-Gren se retiró a su casa en Bahamas. Ahí, se hizo amigo cercano del gobernador general de la isla, el Duque de Windsor, que había abdicado al trono de Inglaterra. Al comenzar la Segunda Guerra Mundial, su supuesta amistad con Göring y la supuesta militancia pronazi de su amigo el duque, lleva a los americanos y a los ingleses a incluir sus propiedades en una lista negra. Sin embargo, Wenner-Gren había mostrado su simpatía por los aliados. Durante el primer día de la guerra, el enorme yate de Wenner-Gren, el Southern Cross (el barco privado más grande y lujoso de la época), había rescatado a los náufragos del Athenia, hundido por los alemanes (salvando alrededor de 300 personas). Es posible que los verdaderos motivos del boicot a Wenner-Gren fueran para frustrar sus planes de inversión en materias primas en México, estratégicas para los aliados.
Los problemas de Wenner-Gren con motivo de la guerra lo llevaron a permanecer en México el resto de su vida, a donde había llegado en 1941 por invitación de Maximino Ávila Camacho. Wenner-Gren y su esposa vivieron en Cuernavaca, donde eran propietarios del Rancho Cortés hoy Racquet Club de Cuernavaca. El enorme yate Southern Cross terminaría formando parte de la marina mexicana como buque escuela.

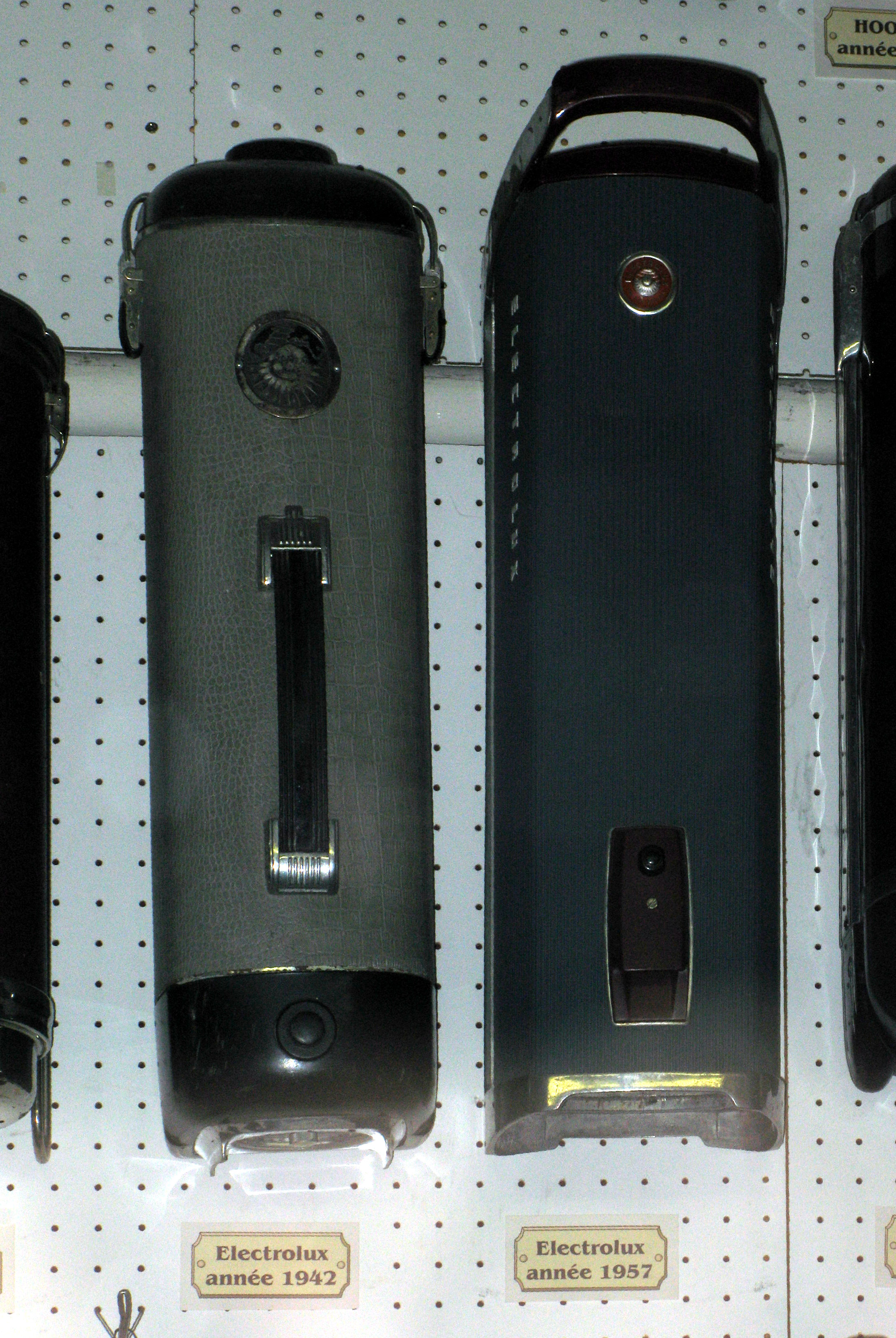
Aspiradores Electrolux de 1942 y 1957.

Otro interés de Wenner-Gren eran los sistemas de monorriel. Su compañía, ALWEG, construyó el monorriel original del parque Disneyland en 1959 y el del Seattle Center en 1962.
En los años 50, Axel Wenner-Gren también se involucró en el naciente negocio de la computación. Para un proyecto ferroviario entre California y Alaska, entró en contacto con Glenn Hagen, antes ingeniero en Northrop Aircraft y fundador de Logistics Research in, basado en Redondo Beach en las afueras de Los Ángeles. Esta compañía dedicada a la fabricación de computadores, pronto cayó en las manos de Wenner-Gren, quien la rebautizó ALWAC (Axel L. Wenner-Gren Automatic Computer). En 1956 y 1957, el modelo ALWAC III-E era considerado un competidor del IBM 650, teniendo menos partes y buen precio, pero menos de 30 unidades fueron efectivamente vendidas.
Wenner-Gren también apoyó financieramente The Viking Fund en 1941, organización de fomento de la investigación antropológica. Posteriormente fue rebautizada como Wenner-Gren Foundation for Anthropological Research.